# Pellorneum capistratum
A Pellorneum capistratum a madarak osztályának verébalakúak (Passeriformes) rendjébe és a Pellorneidae családjába tartozó faj.

## Rendszerezése
A fajt Coenraad Jacob Temminck holland zoológus írta le 1823-ban, a Myiothera nembe Myiothera capistrata néven.

## Alfajai
- Pellorneum capistratum capistratoides (Strickland, 1849)
- Pellorneumcapistratum capistratum (Temminck, 1823)
- Pellorneum capistratum morrelli Chasen & Kloss, 1929
- Pellorneum capistratum nigrocapitatum (Eyton, 1839)

## Előfordulása
Délkelet-Ázsiában, az Indonéziához tartozó, Jáva szigetén honos. A természetes élőhelye a szubtrópusi vagy trópusi síkvidéki esőerdők, magaslati cserjések, valamint mocsarak, folyók és patakok környéke. Állandó, nem vonuló faj.

## Megjelenése
Testhossza 16-17 centiméter, testtömege 24-35 gramm.

## Életmódja
Rovarokkal és pókokkal táplálkozik.